# Невілл (Огайо)
Невілл (англ. Neville) — селище (англ. village) в США, в окрузі Клермонт штату Огайо. Населення — 87 осіб (2020).

## Географія
Невілл розташований за координатами 38°48′48″ пн. ш. 84°12′38″ зх. д. / 38.81333° пн. ш. 84.21056° зх. д. (38.813383, -84.210575).  За даними Бюро перепису населення США в 2010 році селище мало площу 1,19 км², з яких 1,02 км² — суходіл та 0,16 км² — водойми.

## Демографія
Згідно з переписом 2010 року, у селищі мешкало 100 осіб у 39 домогосподарствах у складі 29 родин. Густота населення становила 84 особи/км².  Було 47 помешкань (40/км²).
Расовий склад населення:
| - 99,0 % — білих - 1,0 % — азіатів |

До двох чи більше рас належало 0,0 %. Частка іспаномовних становила 0,0 % від усіх жителів.
За віковим діапазоном населення розподілялося таким чином: 20,0 % — особи молодші 18 років, 69,0 % — особи у віці 18—64 років, 11,0 % — особи у віці 65 років та старші. Медіана віку мешканця становила 43,0 року. На 100 осіб жіночої статі у селищі припадало 100,0 чоловіків;  на 100 жінок у віці від 18 років та старших — 116,2 чоловіків також старших 18 років.
Середній дохід на одне домашнє господарство  становив 54 822 долари США (медіана — 31 042), а середній дохід на одну сім'ю — 62 095 доларів (медіана — 32 250). Медіана доходів становила 108 750 доларів для чоловіків та 31 458 доларів для жінок. За межею бідності перебувало 20,0 % осіб, у тому числі 28,6 % дітей у віці до 18 років та 11,1 % осіб у віці 65 років та старших.
Цивільне працевлаштоване населення становило 27 осіб. Основні галузі зайнятості: транспорт — 25,9 %, роздрібна торгівля — 22,2 %, освіта, охорона здоров'я та соціальна допомога — 14,8 %, науковці, спеціалісти, менеджери — 11,1 %.